# Craig Ross
Craig Ross est un guitariste américain, originaire de Los Angeles.

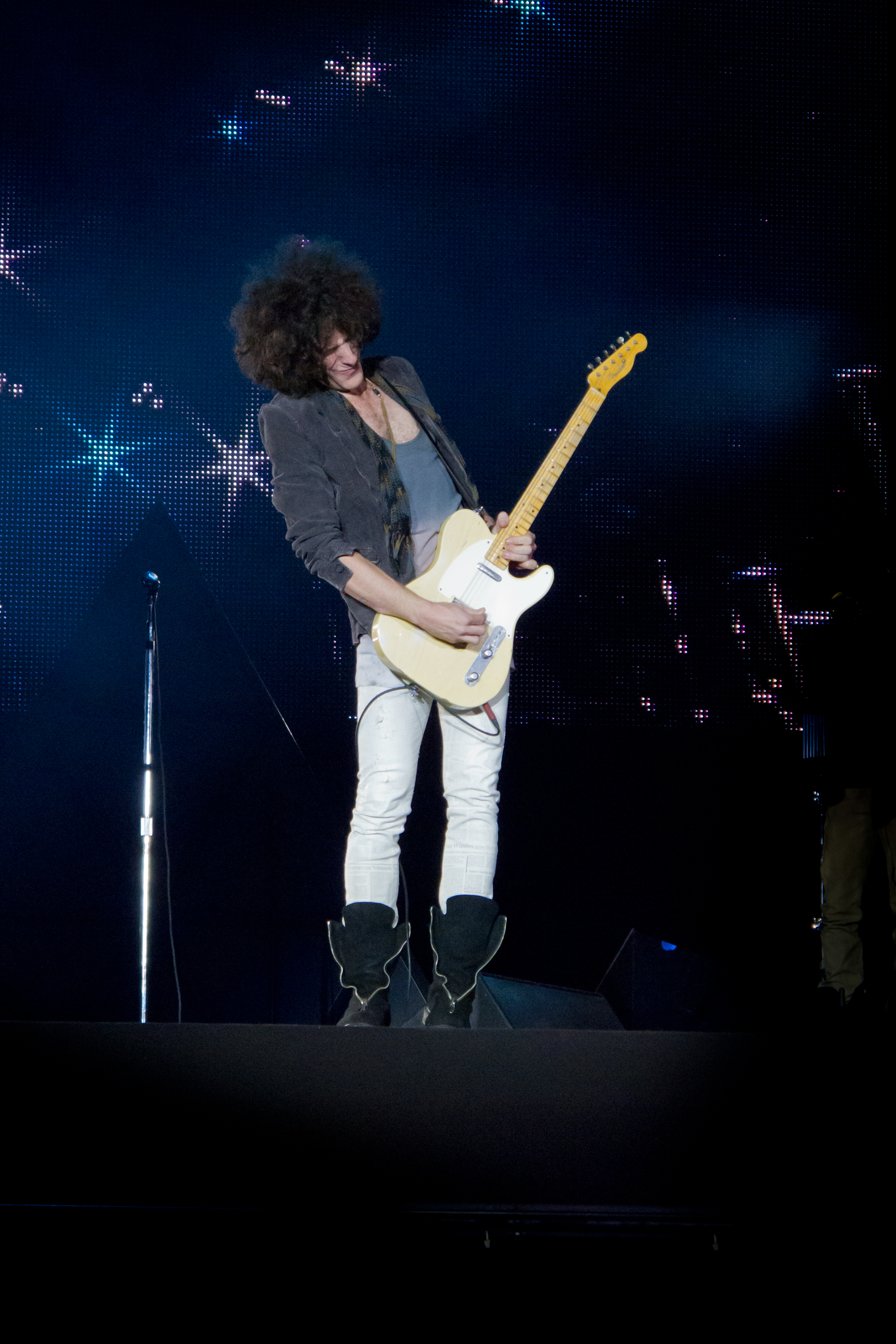
Craig Ross.

## Collaborations
Craig Ross est connu pour sa collaboration avec Lenny Kravitz depuis 1991. Ensemble, ils ont entre autres composé le tube qui a lancé la carrière mondiale de Lenny Kravitz, Are You Gonna Go My Way. Il a également travaillé avec Eric Clapton, B. B. King, ou encore Aerosmith en 2006.

## Technique
Craig Ross joue de la guitare depuis qu'il a 8 ans. Ses solos peuvent durer jusqu'à 7 minutes lors de spectacles.

## Vie privée
Il a deux enfants, Mia et Devon. Il est reconnaissable par une coupe de cheveux afro.

## Influences
Freddie King, Albert King, Jimi Hendrix, Jimmy Page, Cornell Dupree et Jimmy Nolen (en).